# Baccha sachalinica
Baccha sachalinica är en tvåvingeart som beskrevs av Violovitsh 1976. Baccha sachalinica ingår i släktet nålblomflugor, och familjen blomflugor. Inga underarter finns listade i Catalogue of Life.